# Alexandr Ivanovič Brodskij
Alexandr Ivanovič Brodskij (roz. Izrailevič; 7. listopadu 1903, Petrohrad, Ruská říše – 29. dubna 1984, Leningrad, SSSR) byl sovětský fotograf a novinář, fotožurnalista leningradských a všeruských periodik a učitel. Působil jako válečný zpravodaj událostí finské, druhé světové a japonské války. V roce 1959 stál u založení fakulty fotožurnalistiky v Leningradském domě novinářů, jako děkan fakulty působil v letech 1960–1968. Je otcem básníka Josifa Brodského.

## Životopis
Narodil se 25. října 1903 v Petrohradě v rodině poltavského obchodníka a hodináře Izraela Jankeleviče (Jakovleviče) Brodského (1852–1908) a Rachily Ioselevny (Iosifovny) Brodské (rozené Sverdlové, 1874–1936), rodačky z Kronštadtu. Jeho dědeček Iosel Ševelevič Sverdlov (1841—?) byl zbrojíř v pluku Izmailovských záchranářů, poté mechanik v Kronštadtu. Rodina žila na Peterhof Avenue, č. 22. Rodiče se vzali 15. listopadu 1898.
V roce 1924 absolvoval Geografickou fakultu Leningradské státní univerzity, poté školu rudých novinářů. Oženil se s Marií Moiseevnou Volpert (1905–1983), dcerou pobaltského agenta americké firmy šicích strojů Singer, v roce 1940 se jim narodil syn Josif.
Pracoval jako fotoreportér na frontách sovětsko-finské války.
Od prvních dnů Velké vlastenecké války byl mobilizován, pracoval jako korespondent fotokroniky pro leningradskou pobočku TASS, fotograficky dokumetoval kroniku života obléhaného Leningradu a průlomu blokády. Fotoeseje byly publikovány v časopise Leningrad a v dalších publikacích. V roce 1944 byl převelen k Černomořské flotile, pracoval jako vojenský fotoreportér pro noviny Izvestia. Po skončení Velké vlastenecké války se jako fotoreportér zúčastnil války s Japonskem. Válku v Číně ukončil v hodnosti kapitána námořnictva SSSR.
Po návratu do Leningradu v roce 1948 pracoval v Ústředním námořním muzeu jako vedoucí fotografické laboratoře. V roce 1950 byl v rámci boje proti kosmopolitismu demobilizován a vydělával si na živobytí psaním poznámek a fotoreportáží pro resortní velkoplošné noviny. Od roku 1953 pracoval jako fotoreportér pro noviny „Sovjetskaja Baltika“, spolupracoval s Baltic Shipping Company, s novinami Morjak Baltiki, Severo-Zapadnyj vodnik a dalšími.
Svého syna se snažil seznámit s povoláním fotoreportéra, učil ho fotografické umění, které podle výzkumníků a samotného básníka mělo určitý dopad na jeho práci.
V roce 1959 založil fakultu fotožurnalistiky v Leningradském domě novinářů, v letech 1960–1968 byl jejím děkanem. Vychoval několik generací leningradských fotografů.
Jako námořní důstojník ve výslužbě nosil až do konce svého života námořní čepici a bundu.
Zemřel v roce 1984 v Leningradu. Je pohřbený na Preobraženském židovském hřbitově.

## Tvorba
Alexander Brodskij zpravidla fotografoval zrcadlovkou, v okamžiku fotografování rámoval kompozici, zdůraznil hlavní objekt a zaměřil se na důležité detaily. Kandidát filologických věd A. F. Izmailov, který si všímá profesionality fotografa při práci s jakýmkoli redakčním úkolem, vyzdvihuje jako rysy jeho tvůrčího rukopisu „pozornost k hlavní myšlence a detailům, kompozici, schopnost vidět vnitřní svět svého hrdiny v té či oné povahové vlastnosti„.
Fotografie A. I. Brodského byly publikovány v armádních, námořních, leningradských a celounijních novinách. Během obléhání Leningradu byly v leningradském časopise publikovány jeho fotografické eseje zachycující životní scény, každodenní život a atmosféru obklíčeného města. Mezi známé fotografie období blokády patří snímek skupiny dětí z leningradské mateřské školy na procházce (1942). Blokáda Brodského ilustrovala vydání dokumentárního románu A. V. Saparova Doroga žizni (Cesta života, 1. vydání – 1947, dotisky – 1949, 1957, 1959, 1961, 1967, 1968) a sbírku Podvig Leningrada (1960).
Témata a zápletky mnoha Brodského děl jsou spojeny s námořním životem, mezi jeho objekty patřily námořní a říční plavidla a lidé z flotily – kapitáni, mechanici, radisté, námořníci nebo piloti.
Řada fotografií Alexandra Brodského se stala dokumentárním důkazem o životním příběhu jeho syna – Josifa Brodského, kterého zachytil jako jeho otec – fotograf při evakuaci v Čerepovci, na prvomájové demonstraci, na balkoně leningradského bytu v ulici Pestela, na pohřbu Anny Achmatové, na kufru na letišti Pulkovo před odjezdem ze SSSR a dalších.

## Galerie

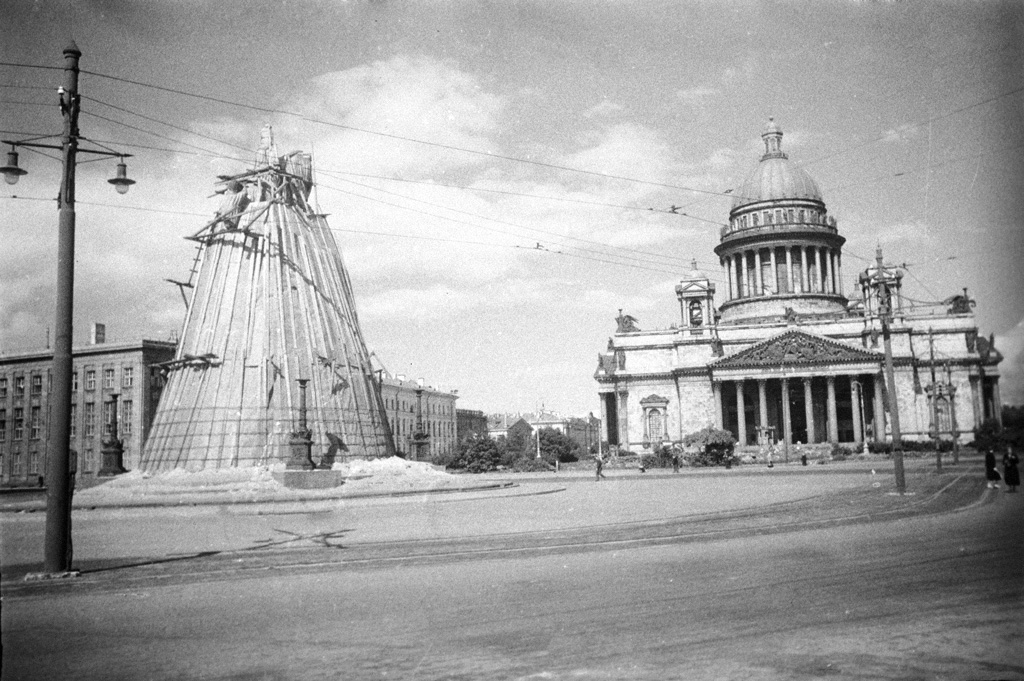
Budova katedrály svatého Izáka a výhled na náměstí svatého Izáka. Leningrad. 11. června 1942. Archiv RIA Novosti
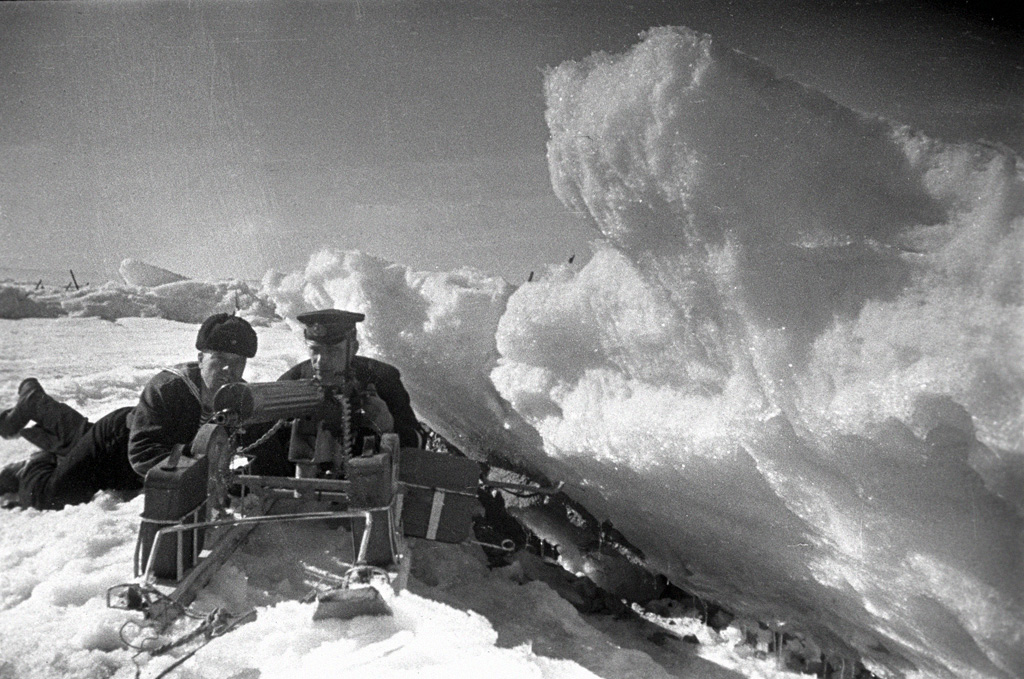
Obrana Leningradu od moře. Mariňáci pobaltské flotily v záloze v ledových pahorcích Finského zálivu. Rusko, Leningrad, 10. prosince 1942. Archiv RIA Novosti
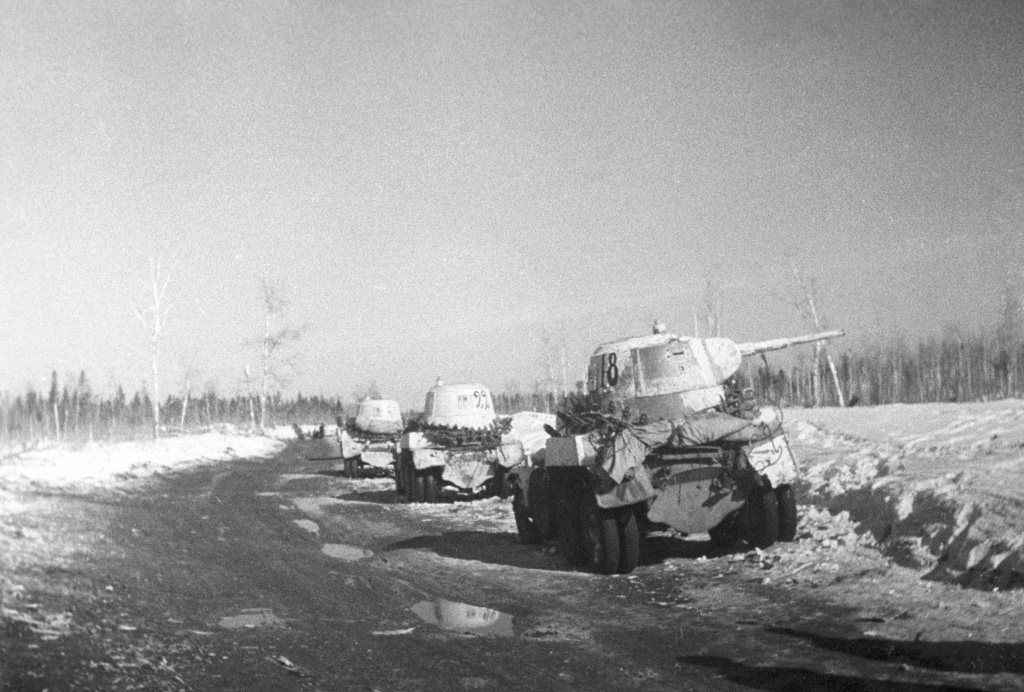
Velká vlastenecká válka 1941–1945, Tanková kolona. Průlom Leningradské fronty. Zima 1942. Archiv RIA Novosti

## Dědictví a paměť
Podle svědectví fotografova syna, byla značná část fotografického archivu Brodského zničena během bombového útoku na Leningrad. Zbytek fotoarchivu přenesli příbuzní do Petrohradského ústředního státního archivu filmových a fotografických dokumentů (CGAKFFD) na adresu Tavričeskaja 39.
Díla fotografa z obleženého Leningradu jsou uložena ve Státním pamětním muzeu obrany a obléhání Leningradu a v archivu RIA Novosti, jsou vystavena na výstavách věnovaných blokádě ruských i zahraničních měst a slouží k ilustraci knih a periodik.
Fotografie autora z obléhání posmrtně publikoval a sestavil v dvojjazyčném albu historika V. Nikitina „Neznámá blokáda. Cesta k vítězství. Leningrad, 1941–1944 “, který prošel několika dotisky (2002, 2009, 2013).
Fotografie zachycující život fotografova syna Josifa Brodského ilustrují vydání spisovatelových děl a sbírek věnovaných jeho tvorbě.
Brodského otec (beze jména) je jednou z hlavních postav celovečerního filmu Pokoj a půl aneb Sentimentální cesta do vlasti.

## Publikace
Knihy
- А. В. Сапаров. Дорога жизни: повесть / Ариф Сапаров; fotografie A. Brodského Л. : Лениздат, 1947. 224 s.
- Podvig Leningradа: dokument – umělecký sborník / [sestavil А. В. Сапаров; fotografie Д. Трахтенберга, A. Brodského, Г. Чертова, В. Логинова ; худож.: С. Юдовин, В. Серов, Н. Кочергин, В. Гальба, А. Харшак]. М.: Воениздат, 1960. 620 s.

Časopisy
- Baltijskije jungi: fotografická esej / fotografie A. Brodského / Leningrad: časopis. 1942. № 1.
- Ekipaž orděnonoscev: fotografická esej / fotografie A. Brodského / Leningrad: časopis. 1942. № 3.
- V bojach za gorod Lenina: fotoreportáž / fotografie A. Brodského / Leningrad: časopis. 1942. № 4—5.